# Schubertiade

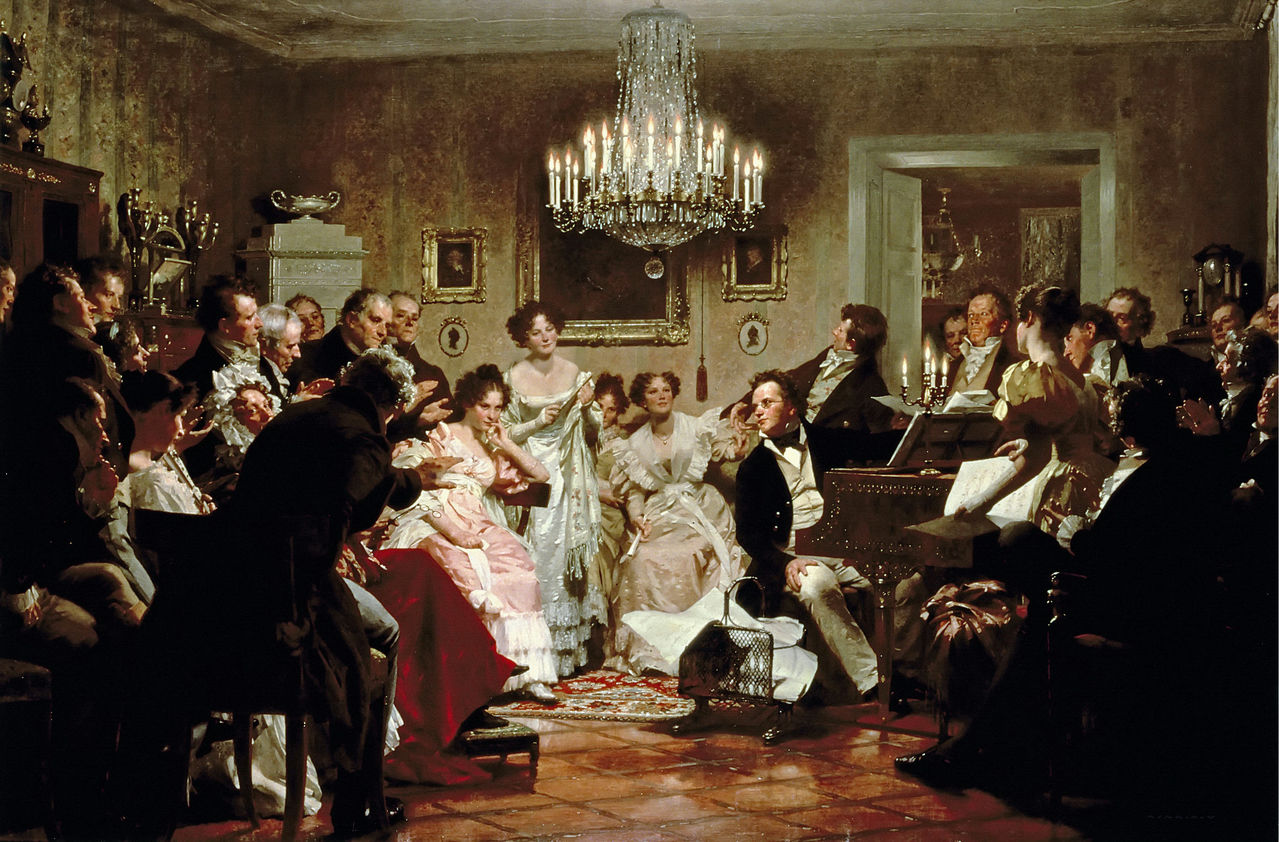
Schubertiade, met Schubert achter het klavier.
Schilderij van Julius Schmid († 1935), 1897

Een Schubertiade is een bijeenkomst waarop gezamenlijk en informeel gemusiceerd en voorgedragen wordt. De wereldwijd bekendste Schubertiade is de Schubertiade Vorarlberg.

## Oorsprong van de Schubertiade
De term ontstond begin 19e eeuw naar aanleiding van de bijeenkomsten waarop Franz Schubert met zijn vriendenkring van collega-componisten en -musici samenkwam. Het waren salonavonden met een huisconcert-achtige opzet.
Deze bijeenkomsten waren soms aan huis bij een van de deelnemers, maar ook in de koffiehuizen van Wenen. De Schubertiades – ook gekscherend "Kanevas"-avonden genoemd (welke hun naam ontleenden aan Schuberts stereotiepe vraag "Kann er was?" bij het voorstellen van een kennis van een van zijn vrienden) – kenmerkten zich doordat er uitbundig werd voorgelezen en gemusiceerd, en soms ook gedanst en gefeest.
Bekende bezoekers van de Schubertiades waren Josef von Spaun, Franz Lachner, Moritz von Schwind, Wilhelm August Rieder, Leopold Kupelwieser, Eduard von Bauernfeld, Franz von Schober, Franz Grillparzer en andere vrienden van Schubert zoals de zanger Johann Michael Vogl, voor wie Schubert talrijke van zijn liederen componeerde. Veel van Schuberts composities (niet enkel liederen) werden tijdens de Schubertiades ten doop gedragen.
De avonden werden financieel vaak gedragen door Schuberts rijkere vrienden, en kenden bezoekersaantallen van een handjevol tot meer dan honderd man.

## Schubertiades heden ten dage

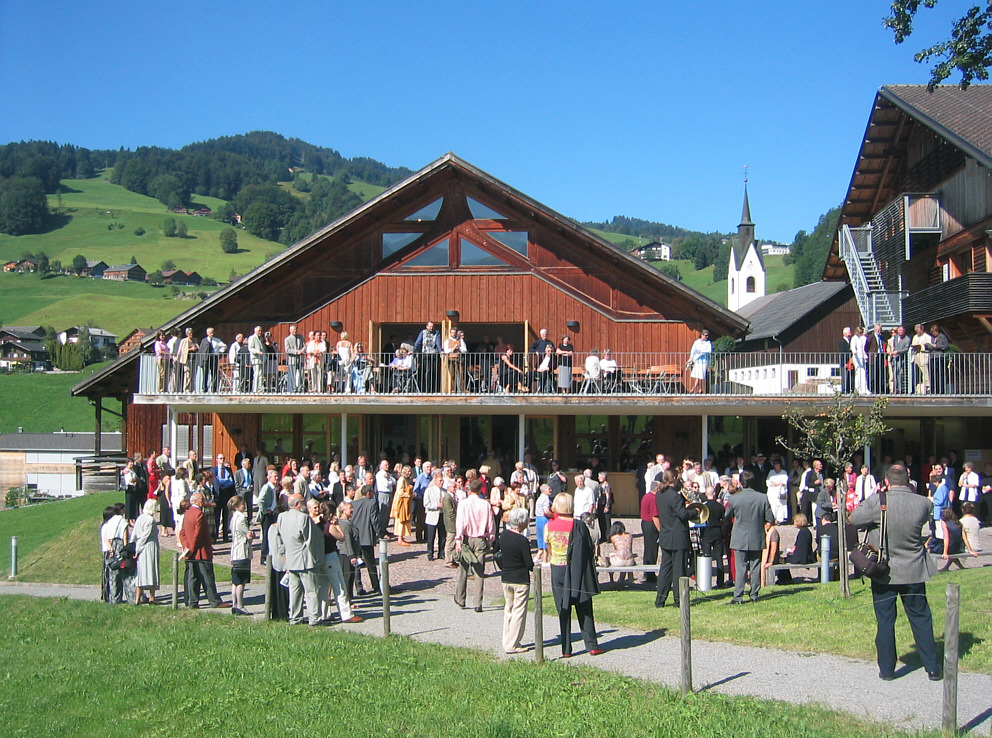
Schubertiade in Schwarzenberg (2004)

Tegenwoordig worden op vele plekken in de wereld regelmatig zogeheten "Schubertiades" georganiseerd: informele bijeenkomsten waarop ongedwongen gemusiceerd of voorgedragen wordt door vriendenclubs of musici, zowel op professioneel als amateurniveau. Een Schubertiade hoeft niet noodzakelijkerwijs in het teken van Schubert of diens composities te staan. Echter veel grote Schubertiades zijn uitgegroeid tot grote en professionele festivals waarin het werk van Schubert centraal staat.
De eerste moderne Schubertiade, de Schubertiade Vorarlberg, vond in 1976 in Hohenems in de Oostenrijkse deelstaat Vorarlberg plaats. De bedoeling was om Franz Schubert naast Mozart en Beethoven in ere te houden. Tegenwoordig worden concertgebouwen in Schwarzenberg en Hohenems voor de Schubertiade gebruikt. Deze Schubertiade telt ongeveer 80 evenementen en gemiddeld 35.000 bezoekers per jaar.